# 國民中小學課程發展專案小組
為了在21世紀提升整體國民的素質和國家競爭力，中華民國教育部決定進行課程和教學的革新工作，於是產生九年一貫課程。在修訂九年一貫課程的過程中，可分為三個階段，其中第一階段即成立「國民中小學課程發展小組」。

## 運作時間
1997年4月到1998年9月

## 主要工作
- 研訂國民中小學課程發展
- 修訂基本架構的共同原則
- 訂定國民中小學課程的學習領域
- 授課時數比例等課程結構
- 完成「國民教育九年一貫課程總綱」

## 組織成員
| 委員   | 職務                       |
| 林清江 | 考試院考試委員             |
| 楊國樞 | 中央研究院副院長           |
| 陳永興 | 立法委員                   |
| 殷允芃 | 天下雜誌發行人             |
| 詹仁道 | 泰山企業股份有限公司董事長 |
| 陳伯璋 | 國立花蓮師範學院校長       |
| 陳昭地 | 國立台灣師範大學理學院院長 |
| 王三慶 | 國立成功大學中文系教授     |
| 曾志朗 | 國立陽明大學副校長         |
| 沈清松 | 國立政治大學哲學系教授     |
| 李建興 | 教育部常務次長             |
| 吳清基 | 教育部技職司司長           |
| 卓英豪 | 教育部中教司司長           |
| 藍順德 | 教育部國教司司長           |
| 黃武鎮 | 台灣省政府教育廳副廳長     |
| 陳益興 | 台北市政府教育局副局長     |
| 黃孝棪 | 高雄市政府教育局副局長     |
| 劉弈權 | 教育部教研會執行秘書       |
| 周麗玉 | 台北市中山國中校長         |
| 李侶萩 | 高雄市陽明國中教師         |
| 林惠雯 | 台中縣長億中學教師         |
| 葉秀垔 | 新竹縣二重國中教師         |
| 廖木泉 | 雲林縣私立東南國中教師     |
| 李珀   | 台北市私立復興中小學校長   |
| 楊益風 | 台北市三玉國小教師         |
| 呂淑屏 | 高雄市莒光國小教師         |
| 陳思玎 | 新竹市莒光國小教師         |
| 李麗卿 | 台中縣東山國小主任         |
| 王可非 | 花蓮縣明廉國小校長         |
| 吳明錦 | 台北縣私立及人小學教師     |
| 包崇敏 | 台北市仁愛國小家長         |